# کراپینا
کْراپینا (به کرواتی: Krapina) شهری در کراپینا-زاگریه کشور کرواسی است که جمعیت آن در سال ۲۰۱۱ میلادی ۱۲٬۱۸۵ نفر بوده‌است.